# Serapias cordigera
Serapias cordigera, conhecida pelo nome comum de bico-de-queimado, é uma espécie de orquídea com distribuição dos Açores ao sul e centro da Europa e à região do Mediterrâneo.